# Synanon

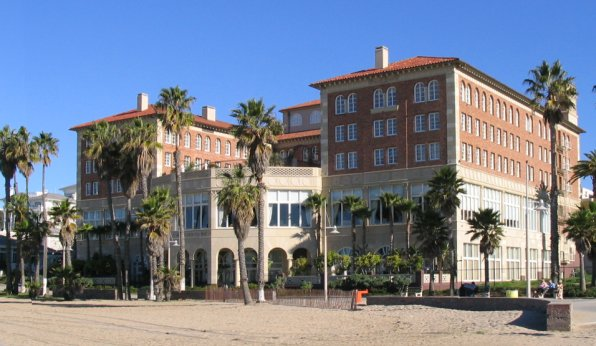
Casa del Mar i Santa Monica var en tid Synanons högkvarter.

Synanon var det första egentliga behandlingshemmet för narkomaner. Det grundades i slutet på 1950-talet i Kalifornien, USA av Charles Dederich. Namnet Synanon uppkom genom att medlemmarna kallade sina möten för symposier eller seminarier men blandade ihop dessa ord så att det blev "synanon". 
Synanon blev snart en framgångsrik och lukrativ verksamhet. 1965 gjordes en film om Synanon med Edmond O'Brien i rollen som Charles Dederich. Kritiker har menat att rörelsen utvecklades till en sektliknande organisation (man bytte även namn till Church of Synanon) där ledaren hade mycket stor makt över medlemmarna. Synanonmedlemmar la en skallerorm i brevlådan hos en advokat som varit inblandad i en process mot dem, efter att ledaren uttryckt om giriga advokater att han skulle vilja ha deras öron i ett glas alkohol. Synanon upplöstes 1989 efter diverse påstådda kriminella verksamheter samt dispyter med amerikanska skattemyndigheten, Internal Revenue Service. 